# CTV Comedy Channel
Ne doit pas être confondu avec Comedy Central.
CTV Comedy Channel (anciennement The Comedy Network) est une chaîne de télévision canadienne spécialisée de catégorie A de langue anglaise appartenant à Bell Media offrant une programmation axée sur la comédie. La chaîne opère aussi depuis 1998 un signal pour l'ouest canadien, distancé de 3 heures.

## Histoire
Après avoir obtenu sa licence auprès du CRTC en 1996, The Comedy Network Inc. (Baton Broadcasting Incorporated 65,1 %, Shaw Communications 14,95 %, Astral Media 14,95 %, Les Films Rozon 5 %)) a lancé la chaîne le 17 octobre 1997. Tout comme Teletoon et Space, The Comedy Network a été spécifiquement créé afin de prévenir l'importation de canaux spécialisés américains sur le territoire canadien, dans ce cas-ci Comedy Central, mais doit quand même produire et diffuser du contenu original canadien sous condition de licence. Puisqu'elle doit acquérir ses émissions individuellement, elle ne diffuse pas en même temps les émissions originales de Comedy Central et possède une plus grande liberté dans sa programmation.
la chaîne devient la propriété à 100 % de CTV Television dès le 14 avril 2005. Le 27 juin 2007, CTV a signé une entente avec Viacom afin d'obtenir les droits exclusifs canadiens de la librairie de Comedy Central, passé et présent.
Bell Canada a fait l'acquisition de CTVglobemedia le 1er avril 2011 et a renommé la compagnie pour Bell Media.
Le signal haute définition pour le signal de l'est du Canada a été lancé le 12 juillet 2012.
À l'automne 2013, plusieurs émissions de comédies sont transférées sur la chaîne Much, en remplacement des émissions musicales qui en ont fait jadis sa vocation.
Lors des Upfronts en juin 2018, Bell Media annonce le changement de nom de quatre chaînes spécialisées principales, dont The Comedy Network qui deviendra CTV Comedy. Lors de Upfronts de 2019, Bell Media annonce que le changement de nom pour CTV Comedy Channel aura lieu le 12 septembre 2019.

## Programmation
La chaîne rediffuse les sitcoms et séries drôles diffusées sur CTV et CTV Two telles que The Big Bang Theory, Todd and the Book of Pure Evil, Hot in Cleveland, les dessins animés The Simpsons et South Park, et les émissions humoristiques Conan, The Colbert Report, Just for Laughs et Inside Amy Schumer, ainsi que des rediffusions des comédies de CBC telles que Royal Canadian Air Farce et The Kids in the Hall.
Au printemps 2014, la chaîne diffuse les séries Sirens (USA), Men at Work, Sullivan and Son (TBS) et rediffuse la série canadienne Spun Out.
Pour l'hiver 2015, la chaîne fait l'acquisition des séries Angie Tribeca, Buzzy's (TBS) et Benched (en) (USA).

## Logos

Logo utilisé entre 1997 et 2011
Logo utilisé de 2011 à 2019